# Rostelecom
Rostelecom (in russo ОАО «Ростелеком»?) è un'azienda di telefonia russa quotata nell'indice MICEX, RTS, OTCBB alla borsa di Londra e Francoforte.

## Caratteristiche
Rostelecom ha la più grande rete di comunicazione domestica (500 000 km circa) e le connessioni all'ultimo miglio raggiunge 35 milioni di edifici in Russia.
Fornisce servizi di telefonia, internet e televisivi di tipo residenziale, aziendale e governativo e ad operatori terzi in tutta la Federazione Russa.

## Storia
Prima del 1990, la responsabilità di fornire servizi di telecomunicazioni era in carico al ministero delle comunicazioni dell'URSS. Dal 26 giugno 1990 il ministero ha stabilito che l'azienda statale Sovtelekom avrebbe avuto il diritto di operare in questo campo. Il 30 dicembre 1992, il nuovo Stato russo decide che la rete sarebbe stata gestita da Rostelecom, un'azienda statale interfederale.
Da settembre 2016, viene incaricata dal governo russo di sviluppare dei sistemi software (sistema operativo, applicativi d'ufficio) per rendersi indipendenti dai software Microsoft.

## Proprietà
Proprietari di azioni ordinarie (con diritto di voto) di Rostelecom a novembre 2021:
- Agenzia federale per la gestione delle proprietà statali (38,2%)
- JSC Telecom Investments (20,98%)
- VTB Bank (8,44%)
- VEB.RF (3,96%)